# 彩花站
彩花站（：／ Chaehwa yeok */?）曾为韩国铁路湖南线上的一个车站，位于忠清南道论山市彩雲面，已于1974年废止。

## 历史
- 1967年5月1日，落成使用[1]。
- 1974年12月5日，停止使用[2]。